# Augusto Batioja
Augusto Quintero Batioja (Guayaquil, Provincia del Guayas, 4 de mayo de 1990) es un futbolista ecuatoriano. Juega como 'volante' o 'media punta' y su actual equipo es el FC Vysočina Jihlava de la Liga de Fútbol de la República Checa.

## Trayectoria
En Ecuador Batioja empieza su carrera en la 'Selección de Fútbol del Guayas' en 2005 y el 'Modelo Sport' en 2006, jugando el 'Campeonato Provincial de Ascenso'. En 2007 pasa al Manta Fútbol Club, equipo con el que debutó profesionalmente en ese año; el segundo semestre de 2007 fue cedido al club Liga Deportiva Universitaria de Guayaquil de Segunda Categoría. Una prueba de talentos lo llevó en 2008 al Barcelona Sporting Club de la ciudad de Guayaquil, en donde conformó parte del equipo Sub-20. En el verano de 2009 cuando aún estaba en la cantera del Barcelona SC, se trasladó a Serbia y firmó con el FK Novi Sad de la Segunda División de Serbia. A inicios de 2010 firma con el recién ascendido FK Indjija. Seis meses más tarde ficha por el OFK Belgrado, uno de los clubes más populares de la SuperLiga Serbia.  En agosto de 2013 es transferido al FK Mladost de la Primera División de Montenegro, donde juega apenas tres partidos. Curiosamente en septiembre de 2013 se vincula al Diósgyőri VTK de la Primera División de Hungría. A inicios de la temporada 2014-2015 se vincula al FK Radnicki Nis de la ciudad serbia de Niš.
Para el 2015 Batioja firma por el FC Vysočina Jihlava equipo de primera división del fútbol Checo.

## Clubes
| Club                | País            | Año       |
| ------------------- | --------------- | --------- |
| Manta FC            | Ecuador         | 2007      |
| LDU Guayaquil       | Ecuador         | 2007      |
| Barcelona SC        | Ecuador         | 2008-2009 |
| FK Novi Sad         | Serbia          | 2009      |
| FK Indjija          | Serbia          | 2010      |
| OFK Belgrado        | Serbia          | 2010-2013 |
| FK Mladost          | Montenegro      | 2013      |
| Diósgyőri VTK       | Hungría         | 2013-2014 |
| FK Radnicki Nis     | Serbia          | 2014      |
| FC Vysočina Jihlava | República Checa | 2015      |

## Palmarés
| Título                     | Club          | País    | Año       |
| -------------------------- | ------------- | ------- | --------- |
| Copa de la liga de Hungría | Diósgyőri VTK | Hungría | 2013-2014 |